# Kostas Varnalis

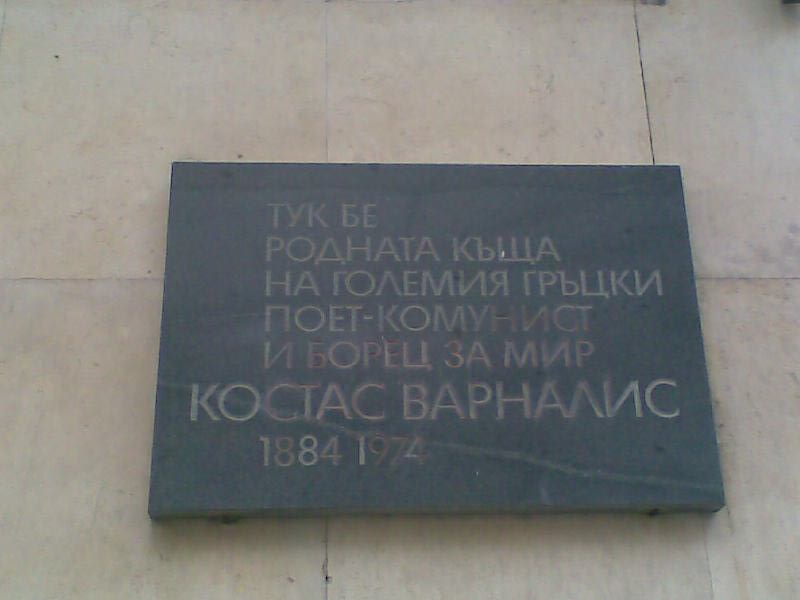
Pamětní deska v Burgasu

Kostas Varnalis (řecky Κώστας Βάρναλης; 14. února 1884 Burgas, Bulharsko – 16. prosince 1974 Athény, Řecko) byl řecký básník a prozaik.
Narodil se v bulharském městě Burgas. Po studiích v Plovdivu odešel do Athén a po absolvování filosofické fakulty vyučoval řečtinu. Na studiích v Paříži v něm všechny nové ideové proudy způsobily radikální zvrat. Po propuštění ze státní služby se živí novinářstvím.
První básnickou sbírku vydal roku 1905 pod názvem Voštiny. Roku 1922 následovala Světlo, které spaluje, za rok nato novela Eunuchové, pak kniha kritických studií o řecké poezii a nová sbírka Obléhaní otroci (1927). Z próz vynikla zejména Pravdivá obrana Sokratova (1931), Penelopin zápisník (1946) a Diktátoři (1956). Za celoživotní dílo obdržel roku 1958 Leninovu cenu.
Varnalis přinesl do řecké poezie nové sociální tóny, hluboký elegický cit spojený s protestem proti politickému útisku a s neohroženým vystupováním hájícím práva lidu. Později nachází vhodnější formu pro vyjádření svých revolučních myšlenek v próze. Jeho satira zesměšňuje slabosti „pánů světa v županu“ a ukazuje, že pravé kořeny lidství jsou v mravní nepodplatnosti, družnosti a solidaritě s trpícím a ponižovaným, ale přitom hrdým a nepokořeným člověkem.